# الجمعية التشريعية للسلفادور
الجمعية التشريعية للسالفادور (بالإنجليزية: Legislative Assembly of El Salvador)‏ هي الهيئة التشريعية في السلفادور، وتتكون من 84 مقعداً.